# Diego Cordovez
Diego Cordovez (New York, 1965) è un giocatore di poker statunitense, detentore di un braccialetto delle WSOP.
Prima di diventare un giocatore professionista di poker, Cordovez è stato cofondatore e Direttore operativo di Aveo Inc., un fornitore di software online di supporto tecnico della Silicon Valley.
Cordovez è laureato alla Stanford University.

## Poker
Alle WSOP del 2000 Cordovez ha vinto il torneo $2000 no limit Texas hold 'em, battendo Devilfish all'heads-up, ottenendo il braccialetto e una prima moneta di oltre 290000 $. Il tavolo finale del torneo comprendeva giocatori del calibro di Phil Ivey, David Pham e Toto Leonidas.
Nel 2002 arriva a premi in quattro tornei delle WSOP, partecipando a tre tavoli finali, tra cui quello nel torneo $2000 S.H.O.E. dove arrivò secondo a Phil Ivey.
Nei tornei live ha vinto più di 1400000 $, di cui 613847 $ nel circuito delle WSOP.